# Sevirova
Sevirova – miejscowość i gmina w Mołdawii, w rejonie Florești. W 2014 roku liczyła 1193 mieszkańców.